# حصار طولون
حصار طولون (بالإنجليزية: Siege of Toulon)‏ اشتباك عسكري وقع خلال الثورات الفيدرالية في الحروب الثورية الفرنسية. نفذته القوات الجمهورية ضد المتمردين الملكيين المدعومين من القوات الأنجلو-إسبانية في مدينة طولون جنوب فرنسا. خلال هذا الحصار، نال الشاب نابليون بونابرت الشهرة والترقية لأول مرة بعدما أجبرت خطته -التي تضمنت الاستيلاء على التحصينات فوق الميناء- المدينة على الاستسلام وانسحاب الأسطول الأنجلو-إسباني. كان الحصار البريطاني عام 1793 بمثابة أول مشاركة للبحرية الملكية في الثورة الفرنسية.

## خلفية
بعد إلقاء القبض على النواب الجيرونديين في 2 يونيو 1793، نشبت سلسلة من التمردات داخل المدن الفرنسية، ليون وأفينيون ونيم ومارسيليا، عُرفت باسم الثورات الفيدرالية. في طولون، طرد الثوار فصيل اليعاقبة القائم ولكن سرعان ما حل محلهم عدد أكبر من الملكيين. عند الإعلان عن استعادة مارسيليا والأعمال الانتقامية التي وقعت هناك على أيدي المتمردين، طلبت القوات الملكية، بقيادة البارون دامبيرت، الدعم من الأسطول الأنجلو-إسباني. في 28 أغسطس، رد قائدا الأسطول البريطاني والإسباني، الأدميرال السير صموئيل هود (البحرية الملكية) والأدميرال خوان دي لانغارا (البحرية الإسبانية) بإرسال 13000 جندي من الجيش البريطاني والإسباني والنابولي وبيدمونت. سلّم البارون دامبيرت ميناء طولون للبحرية البريطانية. رفعت طولون العلم الملكي، زهرة الزنبق، وأعلن دامبيرت الملك لويس السابع عشر ذي الثماني سنوات ملكًا لفرنسا في الأول من أكتوبر. خلقت هذه النتيجة ظرفًا مميتًا محتملًا للجمهورية الفرنسية، حيث كان للمدينة ترسانة بحرية رئيسية وكانت قاعدة لـ 26 سفينة خطية (نحو ثلث الإجمالي المتاح للبحرية الفرنسية). بدون هذا الميناء يستحيل على الفرنسيين تحدي الحلفاء، وخاصة البريطانيين، بهدف السيطرة على البحار. بالإضافة إلى ذلك، فإن خسارة طولون سترسل إشارة خطيرة لمن يتجهزون للثورة ضد الجمهورية. على الرغم من أن فرنسا امتلكت جيشًا كبيرًا نتيجة سياساتها ذات التجنيد الجماعي الإجباري، إلا أن الجمهورية لن تستطيع إعادة بناء أسطولها البحري بسهولة، لاسيما أنه ثالث أكبر أسطول في أوروبا، إذا دمر الحلفاء والملكيون معظمه أو استولوا عليه. تطلبت الأهمية الاستراتيجية للقاعدة البحرية وهيبة الثورة أن يستعيد الفرنسيون طولون.

## الحصار
| «                                           | تعجز الكلمات عن وصف جدارة بونابرت: الكثير من المهارة التقنية، ودرجة مماثلة في الذكاء، والكثير من البسالة... | » |
| — - الجنرال جاك فرانسوا دوغوميه، حصار طولون | |   |

وصلت قوات الجيش المزعوم أنه من «الكارمانيول»، بقيادة الجنرال جان فرانسوا كارتو، إلى طولون في 8 سبتمبر، بعد أن استعادت أفينيون ومارسيليا وأوليول. التحقت القوات مع 6000 جندي من جيش جبال الألب البحري، بقيادة الجنرال جان فرانسوا كورنو دي لابواب، الذي كان قد استولى لتوه على كومونة لا فاليت دو فار، وسعى إلى الاستيلاء على حصون مونت فارون التي هيمنت على المدينة شرقًا. أُرسل إليهم 3000 بحار كتعزيزات بأوامر من الأدميرال دي سانت جوليان الذي رفض خدمة البريطانيين مع رئيسه، جان-أونوريه دي تروغوف دي كيرليسي. أُلحق 5000 جندي إضافي تحت قيادة الجنرال لابواب بالجيش لاستعادة طولون من الجيش الإيطالي.
فُرِض على رئيس المدفعية، القائد إلزيارد أوغست كوزان دي دومارتان، بعد أن أصيب في أوليول، فُرض عليه القبطان الشاب نابليون بونابرت من قبل الممثلين الخاصين للمؤتمر الوطني وصديقا نابليون، أوغسطين روبسبيار وأنطوان كريستوف ساليسيتي. كان بونابرت موجودًا في المنطقة مرافقًا قافلة عربات البارود المتجهة نحو نيس وتوقف لتقديم التحية لزميله الكورسيكي، ساليسيتي. بونابرت كان جزءًا من الجيش منذ تمرد أفينيون (يوليو 1793)، وفُرض على دومارتان رغم العداء المتبادل بين الرجلين.
رغم الكراهية المتبادلة بين بونابرت وقائد المدفعية، فقد تمكن ضابط المدفعية الشاب من حشد قوة مدفعية جديرة بحصار طولون والحصون التي شيدها البريطانيون بسرعة في ضواحيها المباشرة. وتمكن من الاستيلاء على المعدات والمدافع من المنطقة المحيطة. أُخذت البنادق من مارسيليا وأفينيون والجيش الإيطالي. وجرى ابتزاز السكان المحليين، الذين كانوا حريصين على إثبات ولائهم للجمهورية التي تمردوا عليها مؤخرًا، لتزويد القوة المحاصِرة بالحيوانات والإمدادات. أدت عمليته إلى الاستحواذ على 100 مدفع للجنود. بمساعدة صديقيه، النائبين ساليسيتي وأوغسطين روبسبيار اللذين تمتعا بسلطة مهمة، تمكن من إجبار ضباط المدفعية المتقاعدين في المنطقة على إعادة التجنيد. لم تُعالج مشكلة حراسة المدافع عبر هذا الحل فحسب، إذ أمر بونابرت تحت تدريبه المكثف الكثير من المشاة باستخدام ونشر وإطلاق المدفعية التي تحصل عليها مؤخرًا. ومع ذلك ورغم هذا الجهد، لم يكن بونابرت واثقًا من هذه العملية كما اعتاد لاحقًا. لم يكن الضباط الذين خدموا معه في الحصار ضباطًا أكفاء، وبات قلقًا من التأخيرات غير الضرورية نتيجة أخطاء هؤلاء الضباط. كان قلقًا للغاية لدرجة أنه كتب رسالة استئناف إلى لجنة السلامة العامة طالبًا فيها المساعدة. اقترح تعيين جنرال لقيادة المدفعية، خلفًا لنفسه، للتعامل مع رؤسائه الذين افتقروا المهارة كي «... (يتمكنوا من) كسب الاحترام والتعامل مع حشد من الحمقى في الطاقم الذين وجب مجادلتهم باستمرار لتطبيق القانون من أجل تجاوز تحيزاتهم وحملهم على اتخاذ الخطوات التي أثبتت النظرية والممارسة على حد سواء أنها خطوات بديهية لأي ضابط مدرب ضمن هذا السلك».
بعد بعض الاستطلاعات، وضع بونابرت خطة للاستيلاء على حصني ليغلييت وبالاغييه، على تل كايرو، بالتالي منع المرور بين مرافئ الميناء الصغيرة والكبيرة، وقطع الإمداد البحري الضروري لمن هم تحت الحصار. أرسل كارتو مترددًا مفرزة واحدة ضعيفة تحت قيادة اللواء ديلابورد، وفشلت في محاولتها الغزو في 22 سبتمبر. تنبه الحلفاء عندئذ، فبنوا على قمة التل «حصن مولغراف» الذي سميّ تكريماً للقائد البريطاني، هنري فيبس، إيرل مولغراف الأول. دُعم الحصن بثلاثة حصون أصغر حجمًا، سانت فيليب، وسانت كوم، وسانت تشارلز. وقد أطلق الفرنسيون على التشكيلة المنيعة لقب «جبل طارق الصغير».
لم يكن بونابرت راضيًا عن المدفعية الوحيدة المسماة «ماونتن» والمتمركزة على قمة سان لوران منذ 19 سبتمبر. فشيد مدفعية أخرى على شاطئ بيرغاليون، أطلق عليها اسم «سان-كيلوت». حاول هود إسقاطها دون جدوى بسبب قاع البحر المرتفع لموريون ولا تور رويال، لكن لم يكن أمام الأسطول البريطاني أي خيار سوى تشديد العزيمة على طول الساحل. في الأول من أكتوبر، وبعد فشل الجنرال لابواب أمام «الحصن الشرقي» في فارون، طُلب من بونابرت قصف حصن مالبوسكيت الكبير الذي كان سقوطه ضروريًا لتمكين الاستيلاء على المدينة. لذلك صادر مدفعية جميع المناطق الريفية المحيطة، ليمتلك بذلك خمسين سلاح مدفعية يحوي كلٌّ منها ستة مدافع. تمت ترقيته إلى رتبة قائد كتيبة في 19 أكتوبر، ونظم مدفعية كبيرة يُقال إنها تابعة «للمؤتمر» على تل أرين مواجهةً للحصن بدعم من مدفعية «معسكر الجمهوريين» على تل دومونسو، و«الفارينييه» على تل غاو، و«بودرييه» في لاغبران.
في 11 نوفمبر ، أُقيل كارتو واستُبدل بفرانسوا أميدي دوبيت، طبيب سابق، الذي أدى تردده إلى فشل هجوم مباغت ضد حصن مولغراف في 16 نوفمبر. ثم استقال إدراكًا منه لعدم كفاءته. خلفه جندي محترف «دوغوميه» الذي أدرك على الفور قوة خطة بونابرت، واستعد للاستيلاء على جبل طارق الصغير. في 20 نوفمبر، وبمجرد وصوله، وُضعت مدفعية «اليعاقبة» على حافة ليفيسكا. بعد ذلك في 28 نوفمبر، شيدت مدفعية «مِن وذآوت فير» على اليسار، وثم في 14 ديسمبر، شيدت مدفعية «شاس كوكان» بين المدفعيتين. نُصبت مدفعيتان أخريان لصد التدخل المحتمل لسفن الحلفاء، وأطلقوا عليهما اسم «ذا غريت هاربور» و«فور ويندميل».
تحت وابل القنابل، نفذ الجيش الأنجلو-نابولي طلعة جوية، واستولى على مدفعية «المؤتمر». أدى هجوم مضاد بقيادة دوغوميه وبونابرت إلى دحرهم وتم القبض على الجنرال البريطاني تشارلز أوهارا. بدأ مفاوضات الاستسلام مع روبسبير الأصغر وأنطوان لويس ألبيت وتم نزع سلاح الكتائب الفيدرالية والملكية.
بعد القبض على أوهارا، شن دوغوميه ولا بواب وبونابرت (أصبح الآن كولونيلًا) هجومًا عامًا خلال ليلة 16 ديسمبر. حوالي منتصف الليل، بدأ الهجوم على جبل طارق الصغير واستمر القتال طيلة الليل. أصيب بونابرت بحربة في الفخذ على يد رقيب بريطاني. ومع ذلك، بعد الاستيلاء على الموقع، وجه مارمونت في الصباح المدفعية ضد ليغلييت وبالغوير التي كان البريطانيون قد أخلوها دون مواجهة في نفس اليوم. خلال هذا الوقت، تمكن لا بواب أخيرًا من الاستيلاء على حصني فارون ومالبوسكيت. ثم قرر الحلفاء الإخلاء عبر طريقهم البحري. أصدر هود تعليمات إلى العميد البحري سيدني سميث بإحراق أسطول الشحن والترسانة.